# Круговое рассуждение

Если верно А, то верно Б.
Но если верно Б, то верно А.
ч.т.д. (нет)

Круговое рассуждение (лат. circulus in probando), круговое доказательство, циркулярная аргументация, круговая логика, порочный круг в доказательстве — логическая ошибка, при которой рассуждение начинается с того, чем планируется закончить. Аргументы рассуждения по отдельности при этом логически верны: если изначальные предположения истинны, то и вся цепочка рассуждений истинна. Круговое рассуждение бывает трудно обнаружить при большом количестве входящих в цикл аргументов.
Под термином «круговое рассуждение» в науке понимается то, что сначала автором выдвигается гипотеза, а затем эта же неподтверждённая гипотеза используется в качестве доказательства. 
Ошибочность логики кругового рассуждения состоит в том, что доказываемое утверждение используется как часть собственного доказательства и подразумевается истинным, тогда как правильность изначальных предпосылок должна быть доказана до того, как на их основании делаются дальнейшие выводы.

## История
В западной философии понятие кругового рассуждения появилось у скептика Агриппы (ок. I в. н.э), который среди приписываемых ему пяти поздних тропов заявляет: «Любое доказательство требует доказать то, на что опирается, и так до бесконечности.»

## Примеры круговых рассуждений
- — Мужчина называется мужчиной потому, что он мужественный. — Вода называется водой потому, что она водянистая, — вставил Яша Полонский.  — Анатолий Рыбаков, «Выстрел»
- «В чем причина того, что опиум действует усыпляюще? Отвечаю: она в том, что опиум обладает способностью усыплять»
- «Автор ворует чужие идеи, так как он плагиатор»
- «Вода мокрая, так как она влажная»
- «Певицу Б. любят множество людей, потому что она очень популярна».
- Попытки доказательства пятого постулата Евклида.